# Patrick Battiston
Patrick Battiston, född 12 mars 1957 i Amnéville, Frankrike, är en tidigare fotbollsspelare (försvarare) som mellan 1978 och 1986 spelade 56 matcher för det franska landslaget och deltog i tre VM-turneringar (VM 1978, VM 1982 och VM 1986) och en EM-turnering (EM 1984, guld).
Battiston var en försvarare som kunde spela antingen som högerback eller libero. Han inledde karriären i Metz, och fick göra landslagsdebut innan han fyllt 20 år. Landslagsdebuten kom i en inofficiell landskamp mellan Frankrike och Rumänien den 2 februari 1977. Tre veckor senare fick han göra debut på "riktigt" i en landskamp mot Västtyskland.
Battiston kom med i truppen till VM i Argentina 1978, och fick spela i förlustmatchen mot hemmalaget. Förlusten innebar att Frankrike blev utslaget redan i gruppspelet. Inte heller i VM i Spanien 1982 hade Battiston någon lycka. Frankrike gick visserligen till semifinal mot Västtyskland, men Battiston började på bänken. Han fick komma in i den 52:a minuten, och kort därefter stack han på en djupledsboll mot det tyska målet. Battiston kom fri med den tyske målvakten Harald Schumacher, och fransmannen var först på bollen. Schumacher tog dock ingen hänsyn till detta, utan hoppade på Battiston, som blev liggande medvetslös på marken, och fick bäras ut på bår. Han kunde inte spela på ett halvår. Tyskarna vann genom straffar, efter att i förlängningen hämtat in ett 1–3-underläge till 3–3. Incidenten med Schumacher anses av många vara en av de största domarskandalerna någonsin i VM-historien.[källa behövs]
Battiston skulle dock komma tillbaka, och i EM på hemmaplan 1984 spelade han samtliga matcher när Frankrike tog hem EM-titeln. Även i VM i Mexiko 1986 tillhörde han den franska startelvan under hela turneringen, där Frankrike tog brons. I bronsmatchen mot Belgien var Battiston lagkapten. Detta skulle visa sig bli hans sista stora mästerskap, då Frankrike misslyckades med att kvalificera sig för EM 1988. Battiston spelade sin sista landskamp i en VM-kvalmatch mot Jugoslavien i april 1989. Totalt spelade han 56 landskamper och gjorde tre mål.
På klubblagsnivå hade han 1980 bytt Metz mot Saint-Étienne, och redan under sin första säsong blev han fransk mästare. 1983 flyttade han till Bordeaux, där han kom att vinna ligan tre gånger (1984, 1985 och 1987) och franska cupen en gång (1986). Battiston lämnade Bordeaux 1987 och kom att spela två säsonger i Monaco, där han vann ligan 1988. Han kom tillbaka till Bordeaux, och avslutade spelarkarriären 1991. Han stannade dock kvar i klubben, och har där haft olika jobb, bland annat som sportdirektör.